# Mads Jørgensen (fodboldspiller, født 1998)
 For alternative betydninger, se Mads Jørgensen. (Se også artikler, som begynder med Mads Jørgensen)
Mads Jørgensen (født 5. juli 1998) er en dansk fodboldspiller, der spiller for Middelfart Boldklub.

## Klubkarriere

### Ungdomsfodbold
Jørgensen spillede med Næsby Boldklub i U/17 Divisionen frem til sommeren 2014, hvorpå han skiftede til AC Horsens. Da klubben nedlagde sin talentafdeling, stod Mads Jørgensen uden klub, og han skiftede til OB. Han var som førsteårs U/19-spiller anfører i klubben. Ved en international invitationsturnering i Leusden, Holland, i starten af juni 2017 blev Jørgensen topscorer med fem mål, som OB også vandt. Han scorede også finalens eneste mål mod tjekkiske FK Teplice.

### Boldklubben Marienlyst
Han skiftede senere i juni 2017 til Boldklubben Marienlyst. Han havde på dette tidspunkt stadigvæk et år tilbage af sin tid som ungdomsspiller, men valgte således i stedet at spille seniorfodbold.
Han var i november 2017 til prøvetræning i AC Horsens, hvor han også var med i en testkamp mod den tyske klub Union Berlin. Her spillede han de sidste 20 minutter, hvor han ifølge cheftræner Bo Henriksen "lavede et fint indhop". I samme periode deltog han også i en kamp for Odense Boldklub i Reserveligaen.
Det var interesse fra andre klubber i vintertransfervinduet 2018, uden det dog blev til en aftale. I en kamp mod Hvidovre IF i 2. division den 2. april 2018 pådrog sig en flænge i det bageste korsbånd i knæet, og han blev deraf spået ude resten af forårssæsonen 2018. Han var trods prognoserne allerede i kamp igen den 10. maj 2018 i en kamp mod Hvidovre IF (4-1-nederlag ude), hvor han spillede 29 minutter. Det var indløbende tilbud i sommertransfervinduet 2018, men "ikke noget der føltes rigtigt for mig". I stedet blev han i Marienlyst, hvor han ydermere blev ny anfører.

### Hartford Athletic
Jimmy Nielsen udtalte den 7. november 2018, at Hartford Athletic havde hentet Jørgensen til den amerikanske klub, der spillede i United Soccer League, landets næstbedste fodboldrække. Han skrev under på en etårig aftale med option på yderligere et år.

### Middelfart
I starten af 2021 vendte Mads Jørgensen tilbage til Danmark, hvor han skrev en toårig kontrakt med Middelfart Boldklub.